# NTT四国硬式野球部
NTT四国硬式野球部（エヌティーティーしこくこうしきやきゅうぶ）は、愛媛県松山市に本拠地を置き、日本野球連盟に加盟していた社会人野球の企業チームである。1999年に解散した。

## 概要
日本電信電話公社の四国支社の企業チーム『四国電電硬式野球部』として、1958年に中国・四国地方の出身者を中心に創部した。1960年、チーム名を『電電四国硬式野球部』に改称した。
1963年には都市対抗に初めて出場し、1973年にはJABA四国大会で初優勝した。1977年には日本選手権で準優勝、1981年にはJABA大阪大会で優勝している。
1985年、電電公社の民営化に伴い、チーム名を『NTT四国硬式野球部』に改称した。
1983年から16年連続で日本選手権、1984年および1990年からそれぞれ5年連続で都市対抗に出場していた。
1999年、母体であるNTTグループの再編に伴って四国野球部は廃部となることが決定し、同年1月に若手の主力選手5人が新たに設立されたNTT西日本硬式野球部へと移籍した。同年は残った21人の部員で活動し、26年ぶりにJABA四国大会を制し、6月の都市対抗四国予選をもって活動を終えた。
翌2000年、元部員らが中心となってクラブチームの松山フェニックスが設立された。

## 沿革
- 1958年 - 『四国電電硬式野球部』として創部。
- 1960年 - 『電電四国硬式野球部』に改称。
- 1963年 - 都市対抗に初出場。
- 1974年 - 日本選手権に初出場。
- 1977年 - 日本選手権で準優勝。
- 1985年 - 『NTT四国硬式野球部』に改称。
- 1999年 - 解散。

## 主要大会の出場歴・最高成績
- 都市対抗野球大会 - 出場21回
- 社会人野球日本選手権大会 - 出場18回、準優勝1回（1977年）
- JABA京都大会 - 優勝1回（1981年）
- JABA四国大会 - 優勝2回（1973、1999年）
- JABA九州大会 - 優勝1回（1986年）
- JABA伊勢・松阪大会 - 優勝1回（1988年）

## 主な出身プロ野球選手
- 前田康雄（投手） - 1969年ドラフト1位でロッテオリオンズに入団
- 小金丸満（内野手） - 1969年ドラフト2位でロッテオリオンズに入団
- 上甲秀男（外野手） - 1970年ドラフト7位で阪神タイガースに入団
- 大本則夫（投手） - 1974年ドラフト5位で読売ジャイアンツに入団
- 渡辺智男（投手） - 1988年ドラフト1位で西武ライオンズに入団
- 西山一宇（投手） - 1992年ドラフト3位で読売ジャイアンツに入団
- 山部太（投手） - 1993年ドラフト1位でヤクルトスワローズに入団
- 西川慎一（投手） - 1993年ドラフト2位で近鉄バファローズに入団
- 大貝恭史（外野手） - 1993年ドラフト4位で日本ハムファイターズに入団